# 苗栗縣立苑裡高級中學
苗栗縣立苑裡高級中學，簡稱苑裡高中、縣立苑中、縣苑是一所位於臺灣苗栗縣的完全中學。原為綜合型高級中等學校，現改制為普通型高級中等學校附設技術型高級中等學校暨國中部。高中部設有普通科、商業經營科、廣告設計科、體育班；國中部設有普通班、美術班、體育班。高中部招生區為竹苗區、中投區兩區的共同就學區。

## 沿革
- 昭和七年（1932年4月）：創立新竹縣立苑裡農業專修學校。
- 民國三十五年（1946年）：二戰後改制為新竹縣立苑裡初級中學。
- 民國三十九年（1950年）：桃、竹、苗分縣，改隸苗栗縣立苑裡初級中學。
- 民國五十七年（1968年）：實施九年國民義務教育，改名苗栗縣立苑裡國民中學。
- 民國八十六年（1997年）：增設高中部，改制為苗栗縣立苑裡中學。
- 民國九十年（2001年）：改招綜合高中。當年度改名苗栗縣立苑裡高級中學。
- 民國一零六年（2017年2月）：縣立苑裡高級中學承辦教育部數位機會中心計畫，於苑裡高級中學賈宓圖書館二樓打造「苑裡數位機會中心」。
- 民國一零八年（2019年8月）：由綜合高中改制為普通高中，並兼設技術類科及國中部。
- 民國一零九年（2020年11月20日）：慈濟援建縣立苑裡高中減災希望工程落成啟用，三樓一館分別是修福樓、日月樓、持慧樓、乾坤館活動中心。

## 歷任校長
1. 鄭澤松（1946年12月1日－1967年5月1日）
2. 徐鳳鳴（1968年4月1日－1973年8月31日）
3. 曾璧中（1973年9月1日－1981年1月31日）
4. 張　超（1981年2月1日－1985年8月31日）
5. 王榮槐（1985年9月1日－1997年4月1日）
6. 鄭杉根（1997年8月1日－2002年1月31日）
7. 陳癸煌（2002年2月1日－2011年7月31日）
8. 徐永鴻（2011年8月1日－2015年7月31日）
9. 張逢洲（2015年8月1日－2023年7月31日）
10. 吳俊秀（2023年8月1日－現在）

## 班級

### 國中部
普通班、體育班（田徑、排球、柔道）、美術班

### 高中部
- 普通科
  - 數理實驗班（與國立清華大學合作）
  - 體育班（田徑、排球、柔道、武術）
- 商業經營科
- 廣告設計科

## 運動校隊

### 男子排球隊
男排隊成立於2005年，成立第二年就奪下95學年高中排球聯賽甲級第7名，96學年更進一步奪下季軍，97學年則奪下第6名，102學年到104學年因為球隊招生關係轉戰乙級，105學年重回甲級可惜預賽4戰盡墨無緣晉級，106學年再次晉級12強複賽，可惜複賽奪下1勝無緣決賽。

### 女子排球隊
女排隊曾於106學年挑戰甲級可惜止步於預賽，107學年轉戰乙級就奪下冠軍，108學年重返甲級奪下打破隊史紀錄的第7名。

## 外部連結
- 苗栗縣立苑裡高中（页面存档备份，存于）（繁體中文）
- 苗栗縣立苑裡高級中學的Facebook專頁